# Bhartender Singh
Bhartender Singh (ur. 23 października 1988) – hinduski lekkoatleta specjalizujący się w wielobojach.
W skoku w dal odpadł w eliminacjach mistrzostw świata juniorów młodszych. Czwarty zawodnik mistrzostw Azji w 2009 oraz ósmy igrzysk Wspólnoty Narodów w 2010. Nie ukończył rywalizacji wieloboistów podczas igrzysk azjatyckich w 2010. Brązowy medalista mistrzostw Azji w Kobe (2011).
Rekord życiowy: 7658 pkt. (12 czerwca 2011, Bengaluru), jest to rekord Indii.

## Osiągnięcia
| Rok  | Impreza                    | Miejsce    | Pozycja    | Wynik     |
| ---- | -------------------------- | ---------- | ---------- | --------- |
| 2009 | Mistrzostwa Azji           | Kanton     | 4. miejsce | 6932 pkt. |
| 2010 | Igrzyska Wspólnoty Narodów | Nowe Delhi | 8. miejsce | 7225 pkt. |
| 2010 | Igrzyska azjatyckie        | Kanton     | –          | DNF       |
| 2011 | Mistrzostwa Azji           | Kobe       | 3. miejsce | 7358 pkt. |